# Coleophora derrai
Coleophora derrai é uma espécie de mariposa do gênero Coleophora pertencente à família Coleophoridae.